# КК Трајскирхен лајонс
КК Трајскирхен лајонс (енгл. BC Traiskirchen Lions) је аустријски кошаркашки клуб из Трајскирхена. Из спонзорских разлога пун назив клуба тренутно гласи Аркадија Трајскирхен лајонс (Arkadia Traiskirchen Lions). Тренутно се такмичи у Бундеслиги Аустрије и у Алпе Адрија купу.

## Историја
Клуб је основан 1966. године. У сезонама 1990/91, 1993/94. и 1999/00. био је првак Бундеслиге Аустрије. И у националном купу освојио је три трофеја (1997, 2000. и 2001. године).
Од сезоне 2015/16. клуб се такмичи и у регионалном Алпе Адрија купу.

## Успеси

### Национални
- Првенство Аустрије:
  - Првак (3): 1991, 1994, 2000.

- Куп Аустрије:
  - Победник (3): 1997, 2000, 2001.
  - Финалиста (5): 1994, 1995, 1996, 2003, 2006.

## Познатији играчи
- Немања Бјелица
- Ђорђе Дреновац
- Драган Зековић
- Здравко Радуловић